# Сироткин, Сергей Никанорович
Серге́й Никано́рович Сиро́ткин (14 апреля 1952, Выборг, Ленинградская область — 28 мая 2023, Москва) — российский политик и государственный деятель, депутат Государственной думы от ЛДПР (2003—2008, 2011—2016), член Центральной избирательной комиссии РФ (2016—2021).

## Биография
Родился в городе Выборг Ленинградской области.
В 1976 году окончил Харьковское высшее командно-инженерное училище им. маршала Н. И. Крылова, затем Ивановский филиал Северо-Западной академии государственной службы (2001).
С 1995 года помощник депутата Государственной думы, координатор Ивановского регионального отделения партии ЛДПР.
В 1996—2000 годах — депутат Законодательного собрания Ивановской области 2 созыва.
В 2003—2008, 2011—2016 годах — депутат Государственной думы четвертого, пятого, шестого созывов.
2 марта 2008 года был избран депутатом Ивановской областной Думы пятого созыва.
24 февраля 2016 года постановлением Государственной думы был назначен членом Центральной избирательной комиссии РФ.
Скончался 28 мая 2023 года в Москве.

## Награды
- Медаль ордена «За заслуги перед Отечеством» I степени (25 января 2017) — за активное участие в общественно-политической жизни российского общества[8]
- Медаль ордена «За заслуги перед Отечеством» II степени (13 ноября 2003) — за активную законотворческую деятельность и многолетнюю добросовестную работу[9]
- Благодарность Президента Российской Федерации (11 апреля 2014) — за достигнутые трудовые успехи, значительный вклад в социально-экономическое развитие Российской Федерации, заслуги в гуманитарной сфере, укреплении законности и правопорядка, активную законотворческую и общественную деятельность, многолетнюю добросовестную работу[10]